# Breedbekprion
De breedbekprion (Pachyptila vittata) is een vogel uit de familie van de stormvogels en pijlstormvogels (Procellariidae).

## Kenmerken
Deze zeevogels hebben een grijs verenkleed met witte onderdelen en een zwarte M-vormige figuur op de vleugels. Ze hebben een brede snavel, die aan de binnenzijde is voorzien van kammen, die gebruikt worden om plankton uit het water te zeven. De lichaamslengte bedraagt 28 cm, de spanwijdte 57 tot 66 cm en het gewicht 150 tot 225 gram.

## Leefwijze
Deze vogels scheren met gespreide vleugels en meepeddelende poten over het wateroppervlak en laten de zeefsnavel het oppervlak doorklieven. Het is een trekvogel. Hun voedsel bestaat voornamelijk uit krill.

## Voortplanting
Het broedseizoen begin tamelijk vroeg, in juli of augustus. Broeden doen ze op hellingen aan de kust, over de ganse zuidelijke oceaan. Het uitbroeden van het ei duurt 50 dagen. Nog eens 50 dagen zijn er nodig om het kuiken groot te brengen.

## Verspreiding
Deze soort komt voor in de zuidelijke oceanen en kustgebieden, met name Nieuw-Zeeland en Tristan da Cunha.
Broedkolonies bevinden zich op Gougheiland, Marioneiland en op de sub-Antarctische Antipodeneilanden nabij Nieuw-Zeeland. Jonge breedbekprions overwinteren in Australië, Zuid-Afrika en Zuid-Amerika. De volwassen vogels zijn meer sedentair.

## Bedreiging
Zuidpooljagers vormen de grootste bedreiging. Op eilanden zijn hun grootste vijanden katten en ratten.

## Status
De grootte van de populatie is in 2004 geschat op 15 miljoen vogels. Op de Rode lijst van de IUCN heeft deze soort de status niet bedreigd.